# Islamische Republik

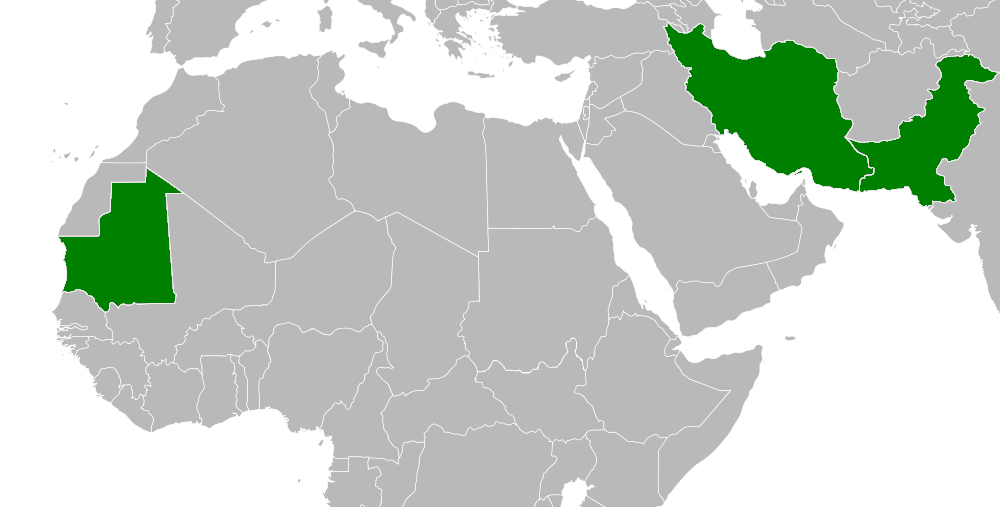
Karte der bestehenden Islamischen Republiken

Islamische Republik (arabisch جمهورية إسلامية, DMG ǧumhūriyya islāmiyya; persisch جمهوری اسلامی, DMG ǧumhūrī-ye islāmī) ist die Selbstbezeichnung einiger Staaten, deren politisches System sich nach eigener Auffassung teilweise oder überwiegend auf Prinzipien des Islams stützt. Der Islam ist jeweils als Staatsreligion in der Verfassung verankert, und in der Gesetzgebung findet in Teilen oder als Ganzes die Scharia Anwendung. Dennoch geht die Selbstbezeichnung mit sehr unterschiedlichen politischen Strukturen einher. Die Islamische Republik Mauretanien und die Islamische Republik Pakistan gelten als Präsidialrepubliken, während Pakistan zugleich auch eine Bundesrepublik darstellt. An der Spitze der Islamischen Republik Iran steht als Oberster Führer ein schiitischer Rechtsgelehrter.

## Bestehende Islamische Republiken

### Pakistan
Am 2. November 1953 beschloss die verfassunggebende Versammlung von Pakistan in Karatschi, dass das Land den Namen „Islamische Republik Pakistan“ tragen sollte. Damit war Pakistan der erste Staat, der für sich den Weg einer Islamischen Republik wählte. Offiziell zur Islamischen Republik wurde Pakistan allerdings erst 1956 mit der Annahme und Verkündung der ersten Verfassung des Landes. General Muhammed Ayub Khan, der Oktober 1958 an die Macht kam, hob die Verfassung jedoch auf und setzte 1962 eine neue Verfassung durch, in der es keine Referenzen mehr auf eine Islamische Republik gab. Allerdings wurde ihm schon bald klar, dass er in seinem Bemühen, Politik von Religion zu trennen, zu weit gegangen war und sein Ansatz für die konservativeren Meinungsführer des Landes zu radikal war. Unter dem Druck, die muslimische Ausrichtung des Landes formell anzuerkennen, verabschiedete die neu zusammengetretene Nationalversammlung rasch eine Änderung der Verfassung von 1962, die das Wort „islamisch“ wieder einführte. Pakistan wurde nun wieder offiziell zur Islamischen Republik erklärt und seitdem als solche bezeichnet.

### Mauretanien
Mauretanien bezeichnet sich bereits seit seiner Unabhängigkeit am 28. November 1960 als Islamische Republik. Die Islamische Republik Mauretanien wurde sogar schon am 28. November 1958 ausgerufen, allerdings gehörte diese zu jener Zeit noch zur Communauté française, innerhalb derer sie nur eine begrenzte Autonomie hatte. Am 20. Mai 1961 nahm die Nationalversammlung eine neue Verfassung des präsidialen Typs an.

### Iran
Die erste Gruppe aus Iran, die eine Islamische Republik forderte, war die Vereinigung der kämpfenden Geistlichkeit im Exil. Sie befürwortete 1974 die Errichtung einer solchen Republik. Auf den Straßen von Teheran ertönte der Ruf „Wir wollen eine Islamische Republik“ zum ersten Mal bei einer Massendemonstration am 7. September 1978. Ruhollah Chomeini sprach dagegen lange von der Islamischen Regierung (ḥukūmat-i Islāmī) als der einzig akzeptablen Herrschaftsform. Er ging erst später dazu über, diese als Islamische Republik zu definieren. Eine seiner frühesten Verlautbarungen, in der er eine Islamische Republik erwähnte, war diejenige vom 5. November 1978, in der er angab, dass es das Ziel seiner islamischen Bewegung sei, die monarchische Ordnung zu zerstören und eine Islamische Republik zu errichten, die „die Beschützerin von Irans Unabhängigkeit und Demokratie“ ist. In einem Interview erklärte er, dass eine islamische Republik wie alle anderen Republiken sei, nur mit dem Unterschied, dass ihr Inhalt das islamische Gesetz ist.
Unmittelbar nach der Rückkehr Chomeinis nach Iran im Februar 1979 gründeten die schiitischen Geistlichen Mohammad Beheschti, Akbar Hāschemi Rafsandschāni und Ali Chamene’i zusammen mit Mohammed-Dschawad Bahonar, Ali Akbar Nateq Nuri, Mousavi Ardebili, Jusuf Sanei und anderen am 19. Februar 1979 die Islamisch-Republikanische Partei (IRP). Zu dieser Zeit gab es in Iran zwei parallele Machtstrukturen. Die eine war die provisorische Regierung und die formellen Staatsinstitutionen mit Bürokratie und Streitkräften, angeführt von Mehdi Bāzargān und seinen liberalen Laien. Die andere war der Islamische Revolutionsrat und der Schattenstaat der Geistlichen, zu dem die Komitehs gehörten, die von Chomeini und seinen populistischen Anhängern dominiert wurden. Als Bazargan Ende Februar vorschlug, dem Land die Wahl zwischen einer Islamischen Republik und einer Demokratischen Islamischen Republik zu lassen, intervenierte Chomeini mit der Erklärung: „Was die Nation braucht, ist eine Islamische Republik – keine Demokratische Republik, keine Demokratische Islamische Republik. Verwenden Sie nicht den westlichen Begriff „demokratisch“. Wer eine Demokratische Republik fordert, weiß nichts über den Islam.“ Folglich beschränkte sich die Wahlmöglichkeit beim Referendum vom 30. März 1979 darauf, mit Ja oder Nein für eine Islamische Republik zu stimmen. Da 99 Prozent der zwanzig Millionen Teilnehmer für die Gründung einer solchen stimmten, war entschieden, dass der neue Staat die Form einer Islamischen Republik erhalten sollte. Abolhassan Banisadr veröffentlichte am selben Tag sein „Manifest der Islamischen Republik“ (Bayānīya-i Ǧumhūrī-yi Islāmī), das allerdings keine genaueren Angaben zum Staatsaufbau enthielt. Eine Verfassung mit konkreter Beschreibung des Politischen Systems erhielt die Islamische Republik erst am 15. November 1979.
In Artikel 2 dieser Verfassung wird die Islamische Republik als ein System beschrieben, das auf dem Glauben basiert an:
1. den einen Gott („Es gibt keinen Gott außer Gott“), die ihm ausschließlich zukommende Herrschaft und Gesetzgebung und die Notwendigkeit, sich Seinen Geboten zu unterwerfen;
2. die göttliche Offenbarung und ihre grundlegende Rolle bei der Erklärung der Gesetze;
3. das Leben im Jenseits (maʿād) und seine konstruktive Rolle im Prozess der Entwicklung des Menschen hin zu Gott;
4. die Gerechtigkeit Gottes in Schöpfung und Gesetzgebung;
5. das Imamat und seine kontinuierliche Führung und grundlegende Rolle bei der Fortsetzung der Islamischen Revolution;
6. die Würde und den hohen Wert des Menschen und seine Freiheit, die mit Verantwortung vor Gott verbunden ist. Diese werden erreicht durch: a. permanenten Idschtihād der islamischen Rechtsgelehrten (fuqahāʾ), die alle Voraussetzungen erfüllen, auf der Grundlage des Buches und der Sunna der Unfehlbaren – der Friede Gottes sei mit ihnen allen; b. die Nutzung von Wissenschaft, Technik und fortgeschrittenen menschlichen Erfahrungen und die Bemühung um ihre Weiterentwicklung; und c. die Negierung aller Arten von Unterdrückung und Unterwürfigkeit sowie Machtausübung und Machtakzeptanz – Gerechtigkeit, politische, wirtschaftliche, soziale und kulturelle Unabhängigkeit und nationale Einheit sichert.[16]

Zu den bedeutendsten Gruppen, die das neue politische System der Islamischen Republik ablehnten, gehörten die Volksmudschahedin. Sie konnten im Juni 1981 mit Unterstützung von Präsident Banisadr ca. 500.000 Menschen auf die Straße bringen, um gegen die Islamische Republik zu demonstrieren. Nachdem ihr Aufstand gescheitert war, beschloss ihr Anführer Massoud Rajavi, Iran zu verlassen und den Kampf von außerhalb fortzusetzen. In einem Flugzeug der iranischen Luftwaffe, das von Piloten der Mudschahedin gekapert wurde, flog er am 29. Juli 1981 zusammen mit Banisadr nach Paris. Nachdem sie dort politisches Asyl erhalten hatten, verkündeten sie der Welt, dass sie bald nach Hause zurückkehren würden, um die Islamische Republik durch eine Demokratische Islamische Republik zu ersetzen. In den nächsten Wochen veröffentlichten Banisadr und Rajavi ein Manifest, das sie als Pakt (mīs̱āq) bezeichneten, und gründeten einen Nationalen Widerstandsrat. Der Pakt trug die Unterschriften von Banisadr als Präsident der Republik und von Rajavi als Vorsitzendem des Nationalrats und der provisorischen Regierung der Republik. Er sollte als Programm des Widerstandsrats und der zukünftigen provisorischen Regierung dienen, bis eine ordnungsgemäße verfassunggebende Versammlung die genaue Struktur der Demokratischen Islamischen Republik festlegen würde.
Während sich viele säkulare und linke Gruppen dem Widerstandsrat anschlossen, taten dies die Nationale Front und die wichtigsten marxistischen Organisationen nicht. Die Nationale Front lehnte das Konzept einer islamischen Regierung ab, selbst wenn das Adjektiv „demokratisch“ hinzugefügt wurde, und bestand darauf, dass Religion vollständig von Politik getrennt werden müsse. Die marxistischen Organisationen beschuldigten die Mudschahedin, Religion und Politik zu vermischen. Die Mudschahedin reagierten darauf, indem sie betonten, dass sich ihre Islamische Republik sehr von der Chomeinis unterscheiden würde. Aufgrund des Personenkults von Massoud Rajavi begannen aber viele Anhänger daran zu zweifeln, dass sich die Version der Islamischen Republik der Mudschahidin von der Version Khomeinis wirklich unterscheiden würde.

## Staaten, die sich zeitweise als Islamische Republik bezeichneten
Der Inselstaat der Komoren bezeichnete sich von 1978 bis 2001 als „Islamische Bundesrepublik der Komoren“ (République fédérale islamique des Comores).
In Afghanistan wurde nach der Entmachtung der Taliban am 25. Januar 2004 die Islamische Republik Afghanistan gegründet. Ihre Verfassung gab ein präsidentielles Regierungssystem mit Gewaltenteilung vor. Sie gilt bis heute als rechtmäßiger Vertreter des afghanischen Staates und stellt auch dessen Vertreter bei den Vereinten Nationen. Allerdings wurde sie im August 2021 de facto durch die Machtübernahme der Taliban verdrängt, die ihr Islamisches Emirat Afghanistan wiederbegründeten.
Am 11. Dezember 2015 wurde auch Gambia von Staatspräsident Yahya Jammeh zur Islamischen Republik erklärt. Er wollte auf diese Weise symbolisch mit der kolonialen Vergangenheit brechen. Adama Barrow machte diesen Schritte jedoch schon im Januar 2017 rückgängig.

## Gescheiterte Versuche, eine islamische Republik zu gründen
Der früheste Versuch, eine Islamische Republik zu gründen, war die Proklamation der Islamischen Republik Ostturkestan am 12. November 1933 in Kaschgar. Sie hatte eine eigene Verfassung, wurde aber auf Betreiben von Russland und China schon 1934 wieder aufgelöst.
Sehr kurzlebig war auch die am 12. Januar 1974 von Muammar al-Gaddafi und Habib Bourguiba verkündete Vereinigung der beiden Staaten Libyen und Tunesien unter dem neuen Namen Arabische Islamische Republik. Bourguiba hoffte, dass diesem Staat auch Algerien, Mauretanien und Marokko beitreten würden und die Araber so befähigt würden, Israel militärisch zu schlagen. Der Plan wurde jedoch innerhalb von zwei Tagen wieder aufgegeben.
Im November 1997 verkündete der Präsident der international nicht anerkannten Tschetschenischen Republik Itschkerien Aslan Maschadow bei einem Besuch in der Türkei, sein Staat habe sich zur Tschetschenischen Islamischen Republik erklärt und werde sich ab sofort nach den Gesetzen des Islams richten.